# Dot crawl

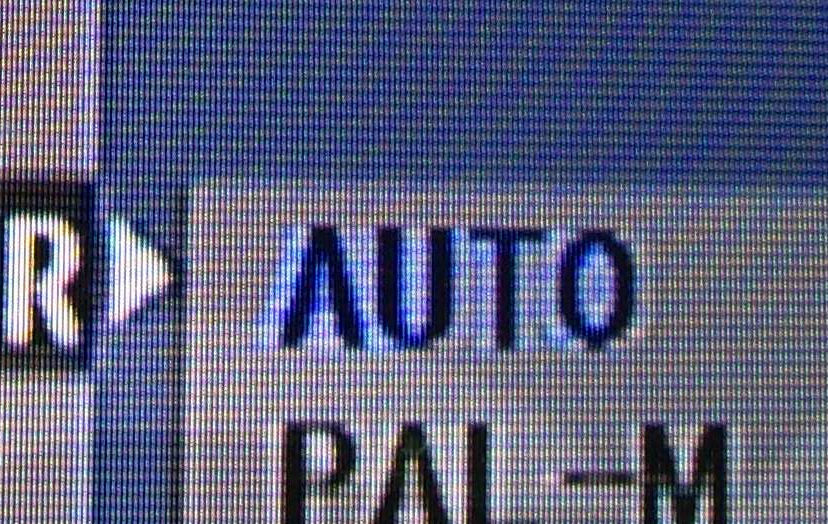
Exemplo de dot crawl.

Dot crawl é um defeito visual de cor em sinais de vídeo analógico que acontece quando os sinais são transmitidos como vídeo composto, tal como na difusão terrestre de televisão. Esse defeito resulta de um cruzamento entre sinais de crominância (cor) e luminância (brilho).
O dot crawl é mais visível quando o sinal de crominância é transmitida com uma elevada largura de banda.
Outro problema semelhante é o aparecimento de ruído colorido em áreas da imagem com grande nível de detalhe. Isso acontece por causa do cruzamento do sinal de luminância com o sinal de crominância.
O dot crawl também pode fazer com que textos pequenos fiquem difíceis de serem lidos.
Uma solução para esse problema é usar filtros comb, que reduz os ruídos. Entretanto, a melhor solução para esse problema é não usar o vídeo composto, substituindo por sinais separados, como o vídeo componente, S-video e outros.